# Nexus 5

Logo

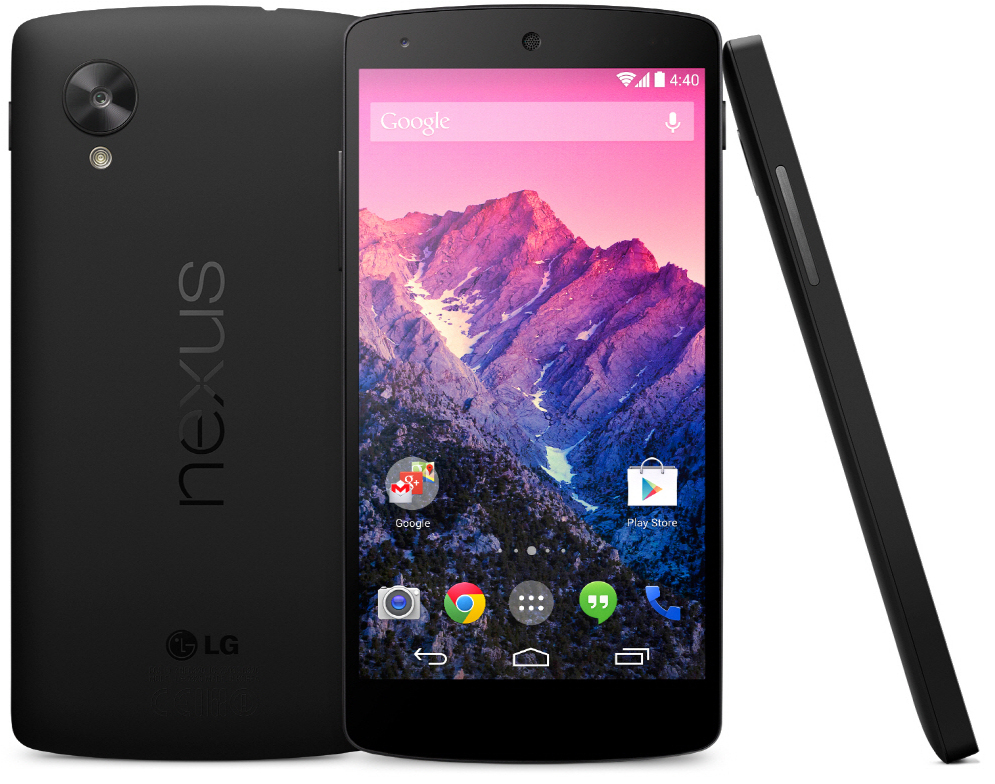
LG Nexus 5

Nexus 5 (kódové označení Hammerhead) je referenční smartphone firmy Google vyrobený, stejně jako jeho předchůdce Nexus 4, společností LG. Představený byl v říjnu roku 2013. Jeho prodejní cena se v době uvedení na trh pohybovala kolem 12 tisíc korun. Celkově je Nexus 5 pátý telefon řady Nexus. Po představení byl k dispozici v černé a v bílé barvě. Na začátku února 2014 byla uvedena do prodeje také červená verze.
Výbava Nexusu 5 je podobná telefonu LG G2. Oba telefony jsou vybaveny procesorem Snapdragon 800 a Full-HD displejem s 4.95 palci. Nexus 5 byl také vůbec první telefon s Androidem ve verzi 4.4 KitKat.

## Hardware
Telefon je vyroben z polykarbonátu (na rozdíl od jeho předchůdce Nexusu 4 se skleněnými zády), a tlačítka keramická. Telefon je vybaven procesorem Qualcomm Snapdragon 800 – MSM8974 s čtyřmi jádry Krait 400, architekturou ARMv7. Procesor s taktem 2,26 GHz je vyroben 28nm litografií a sekunduje mu grafický akcelerátor Adreno 330 s taktem 450 MHz. IPS displej oplývá rozlišením 1920 × 1080, čímž bylo v kombinaci s úhlopříčkou 4,95" dosaženo hustoty bodů 445 dpi (30 720 bodů/cm²). Zadní fotoaparát má na svou dobu standardních 8 Mpx, video je možno natáčet v rozlišení až 1080p. Fotoaparát je vybaven automatickým ostřením a diodovým bleskem . Přední fotoaparát má rozlišení pouze 1,3 Mpx. Prodával se s 16 nebo 32 GB vnitřního úložiště.Telefon disponuje konektorem micro USB. Nexus 5 také podporuje moderní internetové připojení LTE. Telefon nemá slot na SD Kartu. Existují dvě verze s rozlišnou podporou pásem v telefonních sítích – LG-D820 určený pro Severní Ameriku a LG-D821 prodávaný ve zbytku světa.
Za zmínku stojí nový senzor – krokoměr, který umožňuje snadno a přesně zaznamenávat zda uživatel jde, běží nebo jde po schodech. Na přední straně se pod displejem nachází vícebarevná notifikační LEDka.

## Software
Telefon měl jako první Android ve verzi 4.4 KitKat (aktualizovatelný na verzi 4.4.4). Jak je u telefonů řady Nexus známo, tak i na tento telefon dorazí nejnovější aktualizace systému Android první. Nexus 5 má „čistý Android“, to znamená, že nemá žádné nadstavby od výrobce, které by případně zpomalovaly chod telefonu.
| Datum            | Nejvyšší dostupná verze | Poznámky |
| ---------------- | ----------------------- | --- |
| říjen 2013       | 4.4 Kitkat              | |
| 5. prosinec 2013 | 4.4.1 Kitkat            | - zlepšení automatického ostření, vyvážení bílé a HDR+ - aplikace fotoaparátu nyní načte při přejetí prstem Google Fotky namísto aplikace Galerie - zlepšena kompatibilita aplikací v experimentálním ART - opraveny některé chyby |
| 9. prosinec 2013 | 4.4.2 Kitkat            | - opraveny některé bezpečnostní chyby - odstraněno oprávnění aplikací "App Ops", které bylo představeno v Androidu 4.3 |
| 2. červen 2014   | 4.4.3 Kitkat            | - nová aplikace pro volání - opraveny některé chyby |
| 19. červen 2014  | 4.4.4 Kitkat            | - opravena bezpečnostní chyba CVE-2014-0224 |
| 3. listopad 2014 | 5.0 Lollipop            | |
| 2. prosinec 2014 | 5.0.1 Lollipop          | - opraveny některé chyby |
| 5. březen 2015   | 5.1 Lollipop            | |
| 14. říjen 2015   | 6.0 Marshmallow         | |
| 7. prosinec 2015 | 6.0.1 Marshmallow       | - 200 nových emotikon, režim nerušit až do dalšího budíku a další drobnosti - opraveny některé chyby |

## Design
Telefon má velice podobný design jako tablet Nexus 7 2013.